# نمادگرایی روسی

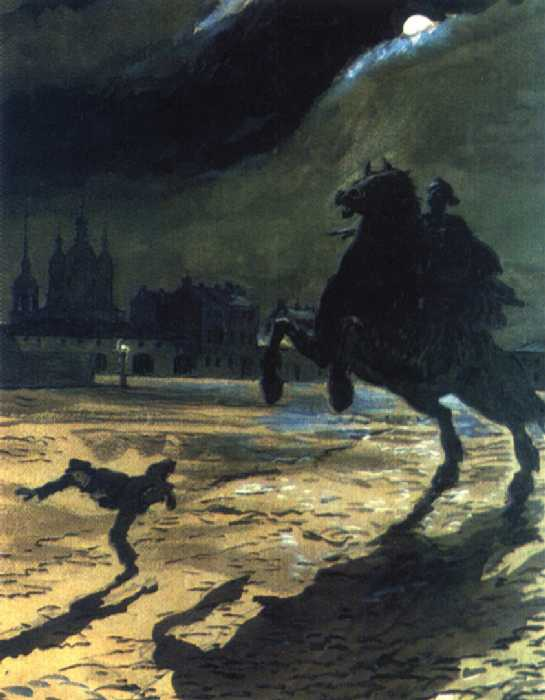
الکساندر بنوآ، تصویری از اسب سوار برنزی الکساندر پوشکین، ۱۹۰۴. پایتخت روسیه اغلب توسط نمادگرایان به‌عنوان شهری افسرده و کابوس‌وار تصویر می‌شد.

نمادگرایی یا سمبولیسم روسی (به انگلیسی: Russian symbolism)، یک جنبش فکری و هنری بود که در پایان قرن نوزدهم و آغاز قرن بیستم غالب بود. این جنبش جدا از نمادگرایی اروپای غربی برخاسته است و بر عرفان سوفیولوژی و اآشنایی‌زدایی تأکید می‌کند.

## ادبیات
تأثیرات اولیه بر جنبش صرفاً نویسندگان غربی مانند بریکس آنتونی پیس، پل ورلن، موریس مترلینک، استفان مالارمه، شاعران جنبش انحطاط فرانسه (مانند استفان مالارمه، پل ورلن و شارل بودلر، اسکار) و نمادگرایی، ژوریس کارل هویسمانس، گابریله دانونزیو، اپراهای ریشارد واگنر، درام‌های هنریک ایبسن یا فلسفه آرتور شوپنهاور و فردریش نیچه نبودند.
به گفته اسلاوشناس باتجربه بلژیکی امانوئل وگمانز (کسی که از قرن هجدهم به بعد به‌عنوان متخصص ممتاز ادبیات و فرهنگ روسیه محسوب می‌شود و هنوز هم هست) خود متفکران روسی تا حد زیادی به این جنبش کمک کردند. برای مثال شعر و فلسفه غیرمنطقی و عرفانی فئودور تیوتچف و ولادیمیر سولوویف یا رمان‌های فئودور داستایوفسکی.

## هنرهای تجسمی

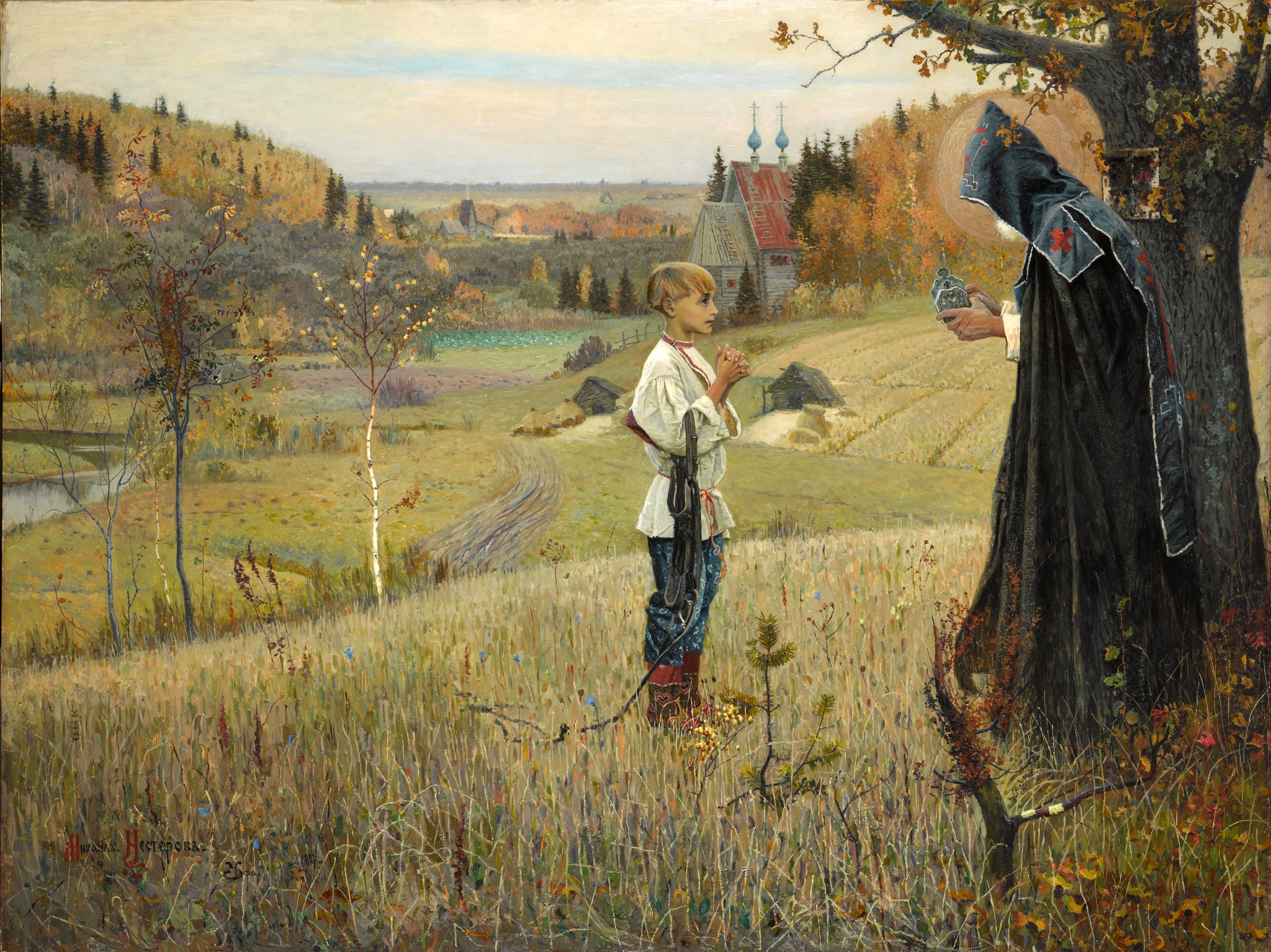
نقاشی میخائیل نستروف با عنوان چشم‌انداز بارتولمیوی جوان (۱۸۹۰) نشانه آغاز به کار نمادگرایان روسی در نظر گرفته می‌شود.

مهم‌ترین نقاش نمادگرای روسی، میخائیل وروبل بود که با بوم معرق‌کاری بزرگی به نام «شیطان نشسته» (۱۸۰۹) به شهرت رسید و در حین کار بر روی فیلم پویا و بدشگون شیطان نابودشده (۱۹۰۲) دیوانه شد.
دیگر نقاشان سمبولیست مرتبط با مجله میر ایسکوستوا، ویکتور بوریسوف-موساتوف و کوزما پتروف-ودکین، پیروان پوویس دو شاوانس بودند. میخائیل نستروف، که موضوعات مذهبی را از تاریخ قرون وسطی روسیه نقاشی کرد. مستیسلاو دوبوژینسکی، با «شباحات شهری» خود، و نیکلاس رریخ، که نقاشی‌هایش هرمتیک یا باطنی توصیف شده‌است. سنت نمادگرایی روسی در اواخر دوره اتحاد جماهیر شوروی توسط کنستانتین واسیلیف که سبک او بسیار تحت‌تأثیر ویکتور واسنتسف، نقاش نئورومانتیک روسی و همچنین میخائیل نستروف و نیکلاس رریچ بود، تجدید شد.

## موسیقی و تئاتر

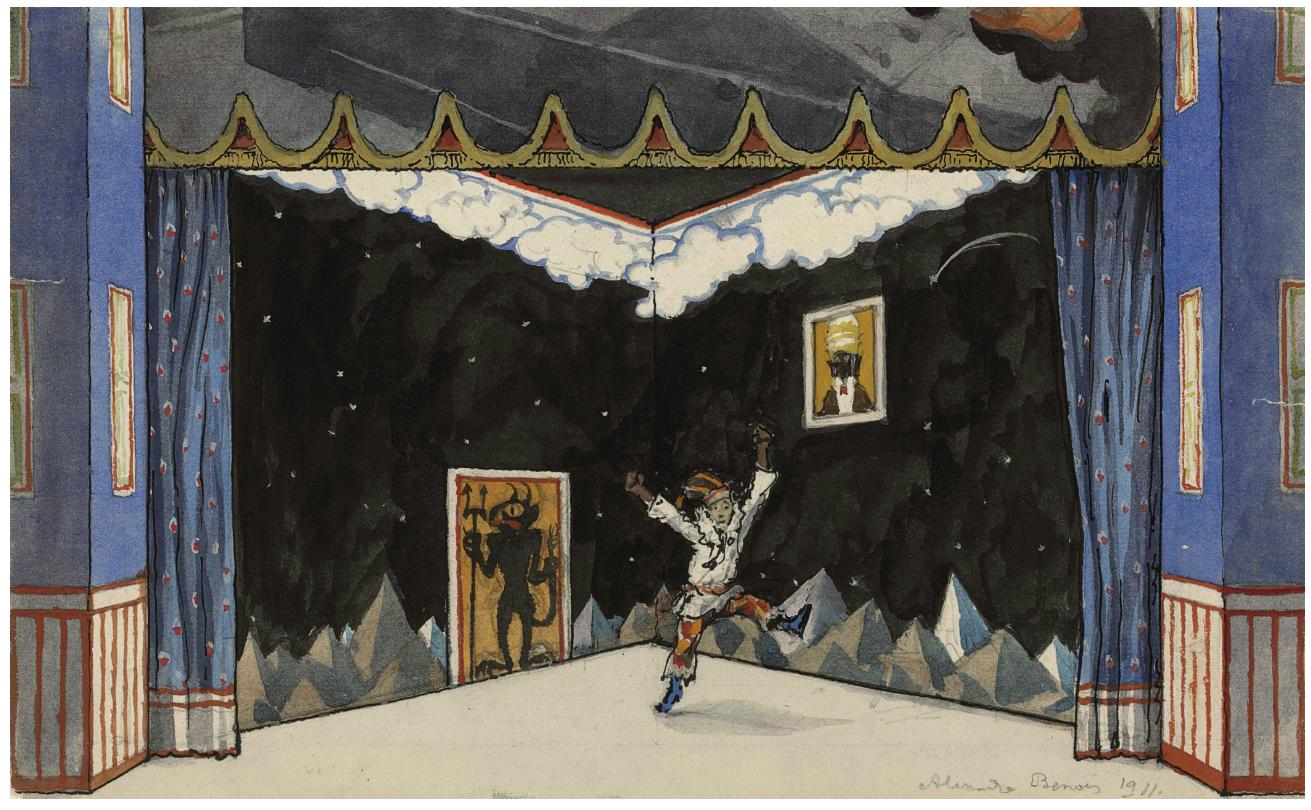
الکساندر بنوا در سال ۱۹۱۱ مجموعه‌های نمادین را برای پتروشکای استراوینسکی طراحی کرد.

مهم‌ترین آهنگ‌ساز نمادگرای الکساندر اسکریابین بود که در سمفونی شماره ۱ (اسکریابین) خود هنر را به‌عنوان نوعی دین ستود. (۱۹۰۲–۱۹۰۴)سمفونی شماره ۳ (اسکریابین) به‌دنبال بیان «تکامل روح انسان از پانتئیسم به وحدت با جهان بود». پرومته (۱۹۱۰)، که در سال ۱۹۱۵در شهر نیویورک ارائه شد، با پیش‌بینی‌های رنگی انتخاب‌شده دقیق روی صفحه همراه بود.

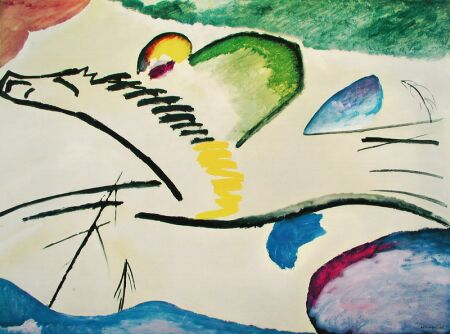
نشان واسیلی کاندینسکی از سوارکار آبی(۱۹۱۱)

در اجراهای ترکیبی اسکریابین از موسیقی، شعر، رقص، رنگ‌ها و رایحه‌ها استفاده می‌شد تا «وضع عالی و نهایی» را ایجاد کند. آندری بیه‌لی و واسیلی کاندینسکی ایده‌های مشابهی را در مورد «تلفیق صحنه‌ای همه هنرها» بیان کردند.
در مورد تئاتر سنتی، پل اشمیت، مترجم تأثیرگذار، نوشته‌است که باغ آلبالو و برخی دیگر از نمایشنامه‌های متؤخر آنتون چخوف تأثیر جنبش نمادگرایی را نشان می‌دهد. اولین ساخته آن‌ها توسط کنستانتین استانیسلاوسکی تا حد ممکن واقع‌گرایانه بود. استانیسلاوسکی با ادوارد گوردون کریگ، تمرین‌کننده تئاتر انگلیسی، در تولید مهمی از هملت در سال‌های ۱۹۱۱–۱۹۱۲همکاری کرد، که مونودرام نمادین را به‌عنوان پایه‌ای برای صحنه‌پردازی آن تجربه کرد. دو سال بعد، استانیسلاوسکی با روی صحنه بردن پرنده آبی موریس مترلینک در تئاتر هنری مسکو مورد تحسین بین‌المللی قرار گرفت.
نیکولای اورینوف یکی از نویسندگانی بود که نظریه نمادگرایانه تئاتر را توسعه داد. اورینوف اصرار داشت که همه چیز در اطراف ما «تئاتر» است و طبیعت پر از قراردادهای نمایشی است، به‌عنوان مثال، گل‌های صحرا که سنگ‌ها را تقلید می‌کنند، موش‌هایی که برای فرار از چنگال گربه‌ها تظاهر به مرگ می‌کنند و رقص‌های پیچیده برخی از پرندگان. از نظر اورینوف، تئاتر نماد جهانی هستی بود.